# Hrabstwo Quitman (Missisipi)
Hrabstwo Quitman (ang. Quitman County) – hrabstwo w stanie Missisipi w Stanach Zjednoczonych. Obszar całkowity hrabstwa obejmuje powierzchnię 406,49 mil² (1052,8 km²). Według szacunków United States Census Bureau w roku 2009 miało 8391 mieszkańców.
Hrabstwo powstało w 1877 roku.

## Miejscowości
- Crowder
- Darling (CDP)
- Falcon
- Lambert
- Marks
- Sledge[4]

| Populacja hrabstwa w poprzednich latach | Populacja hrabstwa w poprzednich latach |
| Rok                                     | Liczba ludności                         |
| --------------------------------------- | --------------------------------------- |
| 1980                                    | 12 600                                  |
| 1990                                    | 10 490                                  |
| 2000                                    | 10 117                                  |
| 2005                                    | 9512                                    |